# Them Firewater Boyz, Vol. 1
Albums de David Banner
Mississippi: The Album
(2003)
Them Firewater Boyz, Vol. 1 est le premier album studio de David Banner, sorti le 15 août 2000.

## Liste des titres
| No  | Titre                                                                                          | Durée |
| --- | ---------------------------------------------------------------------------------------------- | ----- |
| 1.  | Flickin' Twankies (featuring Burd, Boo, Kamikaze et Marcus)                                    | 4:55  |
| 2.  | Firewater Boyz (Radio) (featuring Thug Addict, Marcus et Kamikaze)                             | 4:17  |
| 3.  | Welcome to Jackson (Intro)                                                                     | 1:24  |
| 4.  | Pay Your Dues (featuring Kamikaze et Doberman Gang)                                            | 6:22  |
| 5.  | Twerk Something (Radio) (featuring Jazze Pha)                                                  |       |
| 6.  | Living (featuring Kamikaze, Devin the Dude et Macaffey)                                        | 4:49  |
| 7.  | Lil Jones (Radio) (featuring Bone Crusher)                                                     | 4:29  |
| 8.  | Akmil's Revenge (Interlude)                                                                    | 0:35  |
| 9.  | Get Crunk (Radio) (featuring Kamikaze et Pimp C)                                               | 4:14  |
| 10. | Uh Huh (featuring Young Bleed)                                                                 | 3:22  |
| 11. | My Little Cousin Sweets (Skit)                                                                 | 0:40  |
| 12. | Trill (featuring Kamikaze)                                                                     | 4:00  |
| 13. | Dope Popper (featuring Kamikaze et Boo)                                                        | 3:30  |
| 14. | If I Had a Choice (Radio) (featuring Fiend)                                                    | 3:55  |
| 15. | Whoomp! Whoompalude! (featuring Fiend)                                                         | 0:32  |
| 16. | Sans titre                                                                                     | 3:26  |
| 17. | Spazz Out (featuring Ras Kass)                                                                 | 2:57  |
| 18. | Joe Smuckatelly (Interlude)                                                                    | 0:59  |
| 19. | Ain't Nothing (featuring J Da Groova et Bone Crusher)                                          | 4:19  |
| 20. | Firewater (featuring Kamikaze et N.O.R.E.)                                                     | 4:03  |
| 21. | Eulogy (featuring Polow da Don, Bizzar, Fiend, Kamikaze, Bone Crusher, J Da Groova et Bohagan) | 6:27  |